# Molitg-les-Bains
Molitg-les-Bains település Franciaországban, Pyrénées-Orientales megyében. Lakosainak száma 248 fő (2022. január 1.). Molitg-les-Bains Sournia, Eus, Catllar, Campôme és Mosset községekkel határos.

## Földrajz

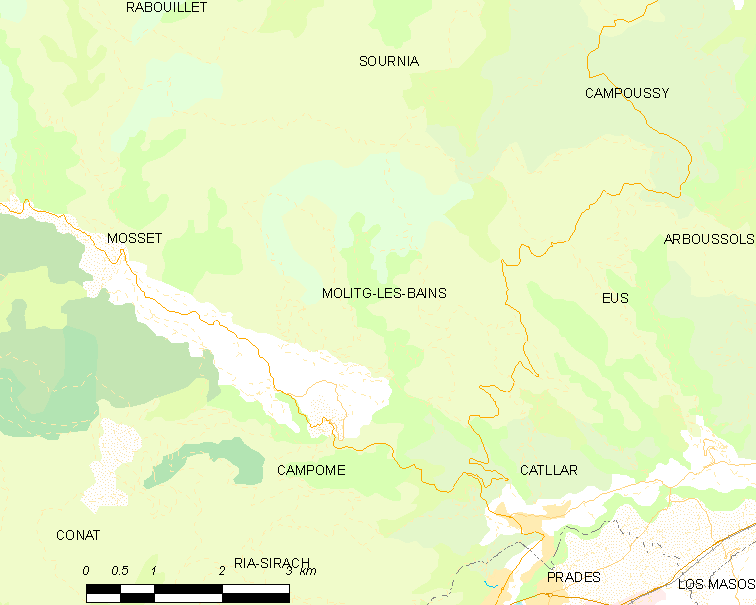
Molitg-les-Bains és környéke

## Népesség
A település népességének változása:
| Lakosok száma | 217  | 227  | 234  | 233  | 237  | 242  | 246  | 248  | 248  |
|               | 2013 | 2015 | 2016 | 2017 | 2018 | 2019 | 2020 | 2021 | 2022 |